# لين كانتويل
لين كانتويل (بالإنجليزية: Lynne Cantwell)‏ هي لاعبة اتحاد الرغبي أيرلندية، ولدت في 27 سبتمبر 1981.